# Landesarchiv Speyer
Das Landesarchiv Speyer ist im Rahmen der Landesarchivverwaltung Rheinland-Pfalz zuständig für die Betreuung von Behörden, öffentlich-rechtlichen Einrichtungen und Kommunen im Gebiet des früheren Regierungsbezirks Rheinhessen-Pfalz.

## Zuständigkeit und Geschichte

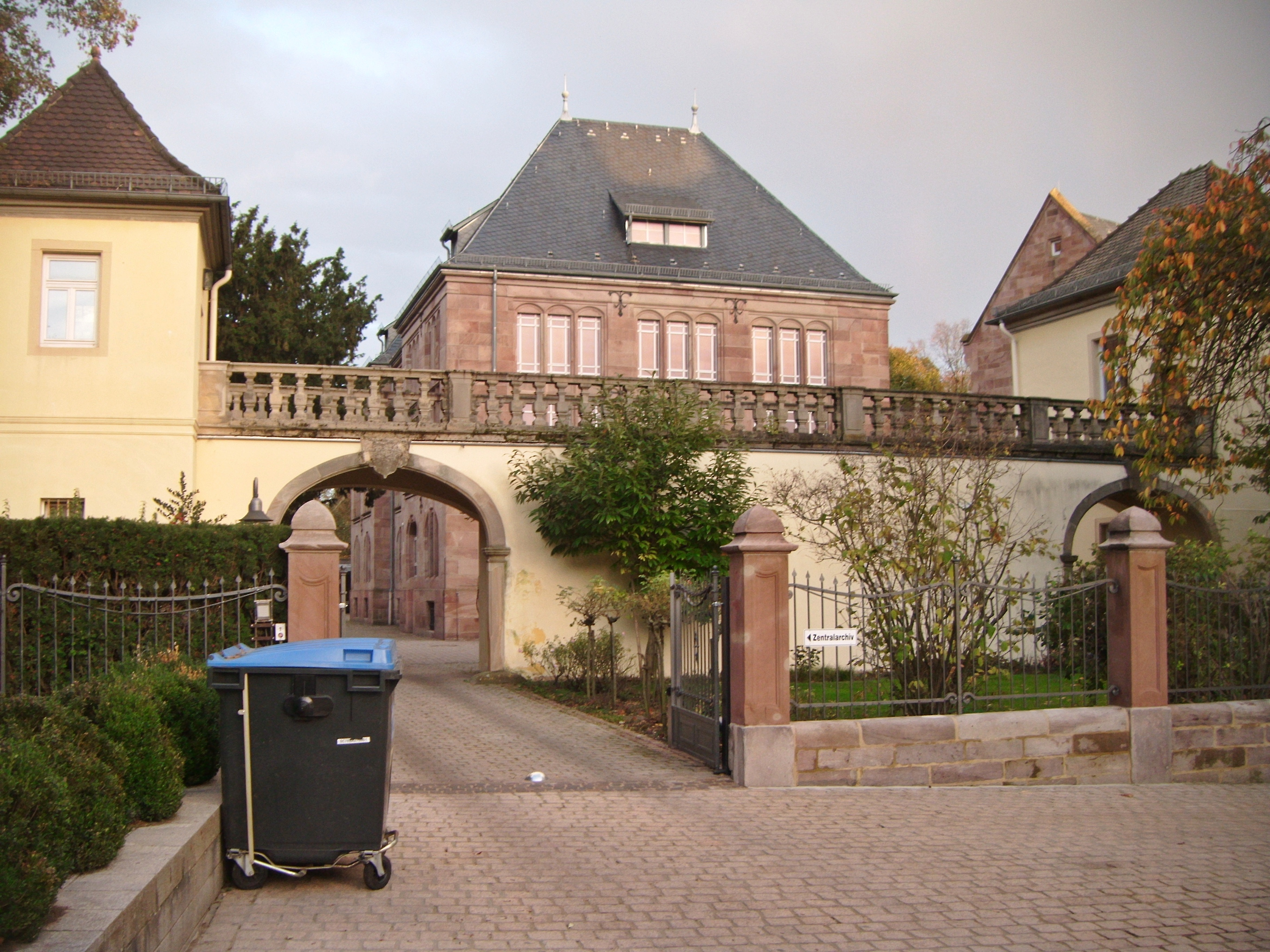
Das Archivgebäude von 1902 bis 1987, davor die barocke Auwach-Balustrade

Den historischen Kern des Landesarchivs bilden die Aktenbestände von staatlichen Behörden und Gemeindeverwaltungen des von 1815 bis 1945 zu Bayern gehörenden „Rheinkreises“ (ab 1838: „Pfalz“, ab 1937: „Regierungsbezirk Pfalz“) unter Einschluss der darin gelegenen Territorien des Heiligen Römischen Reiches und von Teilen des von 1798 bis 1814 zu Frankreich gehörenden Departements Donnersberg. Mit der Gründung des Landes Rheinland-Pfalz verblieb es zunächst bei der Zuständigkeit für den Regierungsbezirk Pfalz. 1968 kam der damit vereinigte Regierungsbezirk Rheinhessen hinzu, für den aufgrund seiner Zugehörigkeit zum Großherzogtum Hessen (bis 1918) bzw. zum Volksstaat Hessen (bis 1945) bis Kriegsende das Hessische Staatsarchiv Darmstadt, anschließend das Landeshauptarchiv Koblenz zuständig waren.
Das heutige Landesarchiv wurde zum 1. Januar 1817 in Speyer, dem Sitz der Bayerischen Kreisregierung, als Königlich bayerisches Kreisarchiv eingerichtet. Bis 1902 war das Archiv in der späteren Staatserziehungsanstalt (Ludwigstraße 13) untergebracht. 1902 wurde ein neu errichteter Archivzweckbau am Domplatz bezogen, worin heute das Zentralarchiv der Evangelischen Kirche der Pfalz untergebracht ist. Nach mehrfacher Umbenennung (1921–1938: „Bayerisches Staatsarchiv Speyer“, 1938–1974: „Staatsarchiv Speyer“) lautet die Bezeichnung seit dem 1. Januar 1975 „Landesarchiv Speyer“.
Aufgrund der zunehmenden räumlichen Enge zog das Landesarchiv 1987 in einen  Neubau, in dem sich seit 1990 auch die Pfälzische Landesbibliothek befindet.

## Bestände

### Bestände nach Epochen
| Epoche                                    | Bestandsgruppe | Bestandsbeschreibung |
| ----------------------------------------- | -------------- | --- |
| Altes Reich                               | A-F            | Territorien, adlige und geistliche Herrschaften, Selektbestände                                                                                                 |
| Französische Zeit                         | G              | Verwaltungen des Departements Donnersberg |
| Bayerische und hessen-darmstädtische Zeit | H-R            | Kreis- und Bezirksregierung der Pfalz, Bezirks- bzw. ab (1939) Landratsämter Provinzialregierung Rheinhessen, Kreis- bzw. (ab 1939) Landratsämter, Fachbehörden |
| Rheinland-Pfalz                           | H-R            | Bezirksregierungen Pfalz und Rheinhessen (ab 1968; Rheinhessen-Pfalz) Landratsämter, Fachbehörden                                                               |

### Bestände epochenübergreifend
| Bestandsgruppe | Bestandsbeschreibung                                                            |
| -------------- | ------------------------------------------------------------------------------- |
| T              | Vereine, Körperschaften, Kammern, Verbände, Firmen, Parteien und Gewerkschaften |
| U              | Stadt- und Gemeindearchive                                                      |
| V              | Nachlässe und Familienarchive                                                   |
| W-Y            | Karten und Pläne, Bild- und Tonträger, Siegel, Handschriften und Drucksachen    |

Aktuell umfassen die Bestände des Landesarchivs ca. 23.000 Regalmeter Archivgut, darunter etwa 25.000 Urkunden und rund 33.000 Karten. Das älteste Stück ist ein Kopiar des Klosters Weißenburg aus der Mitte des 9. Jahrhunderts. Unter den Beständen aus der Epoche des Heiligen Römischen Reiches sind die Bestandsgruppen A (Kurfürstentum Pfalz) und B (Herzogtum Pfalz-Zweibrücken) sowie der Gatterer-Apparat mit über 4.000 Archivalien hervorzuheben. Diese im Jahre 1996 vom Staatsarchiv Luzern angekaufte Sammlung mit überwiegend pfälzischem und rheinhessischem Bezug ersetzt jedoch nicht das Fehlen der älteren Urkunden aus der Zeit vor 1400, die im 19. Jahrhundert aufgrund der damals üblichen archivischen Zentralisierung in das Bayerische Hauptstaatsarchiv München verbracht wurden. Eine von Familienforschern stark nachgefragte Quellengruppe stellen die über 400 Kirchenbücher des Landesarchivs dar (Bestand F 6), die zusammen mit den übrigen für die Pfalz und Rheinhessen erhaltenen Kirchenbüchern anderer Archive über das Kirchenbuchverzeichnis der Landesarchivverwaltung Rheinland-Pfalz recherchierbar sind. Aus dem 19./20. Jahrhundert gehören zu den bedeutendsten Beständen die Akten der Regierung der Pfalz, aus der Zeit des Nationalsozialismus die Akten der Geheimen Staatspolizeistelle Neustadt (Bestände H 90 und H 91 mit über 12.000 Akten und über 60.000 Karteikarten) und die Unterlagen zur Entnazifizierung der Pfalz (Bestand R 18 mit ca. 60.000 Akten). Bedeutende Bestände aus dem Bereich der Wirtschaft sind das Firmenarchiv Gienanth und das Familienarchiv Bassermann-Jordan.